# Echymipera
Echymipera is een geslacht van buideldassen. De wetenschappelijke naam van het geslacht werd in 1842 gepubliceerd door René Primevère Lesson.

## Kenmerken
Deze buideldassen hebben een korte staart, een stekelige vacht en korte, brede voeten. De vijfde bovensnijtand (I5) ontbreekt. De kop-romplengte bedraagt 225 tot 545 mm en het gewicht 405 tot 1700 g.

## Soorten
Het geslacht heeft de volgende vijf soorten:
- Echymipera clara Stein, 1932 – Clarabuideldas (komt voor op Japen en in noordelijk Nieuw-Guinea.)
- Echymipera davidi Flannery, 1990 (komt voor op het eiland Kiriwina.)
- Echymipera echinista Menzies, 1990 (komt voor in het binnenland van Nieuw-Guinea)
- Echymipera kalubu (Fischer, 1829) – Kortstaartbuideldas (komt voor op Nieuw-Guinea en omliggende eilanden)
- Echymipera rufescens (Peters & Doria, 1829) (komt voor op Nieuw-Guinea, omliggende eilanden en Kaap York)

## Verspreiding
De soorten van dit geslacht komen voornamelijk voor op Nieuw-Guinea en enkele omliggende eilanden, zoals Kiriwina en Nieuw-Brittannië. Één soort, Echymipera rufescens, komt ook voor in Australië op het Kaap York-schiereiland.